# Cecco Angiolieri
Cecco Angiolieri (Siena, c. 1260 — c. 1312) foi um dos primeiros desenvolvedores do soneto, membro do grupo criador do chamado Dolce Stil Nuovo, redescoberto por Alessandro D'Ancona que publicou seus poemas em sua "Nuova Antologia" em janeiro de 1874. É considerado um dos expoentes da vertente goliardesca da Idade Média.